# علياب (إب)

تعديل مصدري - تعديل

علياب هي إحدى قرى عزلة بني مدسم بمديرية إب التابعة لمحافظة إب، بلغ تعداد سكانها 612 نسمة حسب تعداد اليمن لعام 2004.